# Großmehring
Großmehring er en kommune i Landkreis Eichstätt i Regierungsbezirk Oberbayern i den tyske delstat Bayern.

## Geografi
Kommunen ligger ca. 8 km øst for Ingolstadt ved floden Donau. Großmehring hører til de regnfattigste områder i Oberbayern.
I kommunen ligger landsbyerne Straßhausen, Theißing, Demling, Katharinenberg, Tholbath, Pettling og Kleinmehring.

### Nabokommuner
Kösching, Hepberg, Oberdolling, Ingolstadt
- Wikimedia Commons har flere filer relateret til Großmehring

dr:Großmehring